# Pierce (Nebraska)
Pierce es una ciudad ubicada en el condado de Pierce en el estado estadounidense de Nebraska. En el Censo de 2010 tenía una población de 1767 habitantes y una densidad poblacional de 735,97 personas por km².

## Geografía
Pierce se encuentra ubicada en las coordenadas 42°11′57″N 97°31′41″O / 42.19917, -97.52806. Según la Oficina del Censo de los Estados Unidos, Pierce tiene una superficie total de 2.4 km², de la cual 2.35 km² corresponden a tierra firme y (2.27%) 0.05 km² es agua.

## Demografía
Según el censo de 2010, había 1767 personas residiendo en Pierce. La densidad de población era de 735,97 hab./km². De los 1767 habitantes, Pierce estaba compuesto por el 98.87% blancos, el 0% eran afroamericanos, el 0.28% eran amerindios, el 0.17% eran asiáticos, el 0% eran isleños del Pacífico, el 0.17% eran de otras razas y el 0.51% pertenecían a dos o más razas. Del total de la población el 1.25% eran hispanos o latinos de cualquier raza.